# Melanie Hochreiter
Melanie Hochreiter (Berchtesgaden, 11 giugno 1996) è una snowboarder tedesca, specializzata in slalom gigante parallelo e slalom parallelo.

## Biografia
Originaria di Berchtesgaden e attiva in gare FIS dal gennaio 2012, Melanie Hochreiter ha debuttato in Coppa del Mondo il 1º febbraio 2014, giungendo 24ª nello slalom gigante parallelo di Sudelfeld. Il 14 gennaio 2022 ha ottenuto, nella stessa specialità, a Simonhöhe, il suo primo podio nel massimo circuito, classificandosi al 3º posto (ex aequo con la russa Sofija Nadyršina) nella gara vinta dalla polacca Aleksandra Król. 

## Palmarès

### Coppa del Mondo
- Miglior piazzamento in Coppa del Mondo di parallelo: 10ª nel 2022
- 1 podio:
  - 1 terzo posto